# Playa Granada (playa)
Playa Granada está situada en el municipio español de Motril, en la provincia de Granada. Es una playa sin humos y de forma habitual cuenta con bandera azul